# 時差式信号機
時差式信号機（じさしきしんごうき）とは、道路に設置される交通信号機の一種で、対面交通の道路でいずれか一方の通行時間を延長する信号機。左側通行の場合、右折する車両が多い交差点や連続した交差点などに設置され、個別に青信号になったりと、赤信号に変わる時間をずらして渋滞の改善を目的につくられた信号機である。

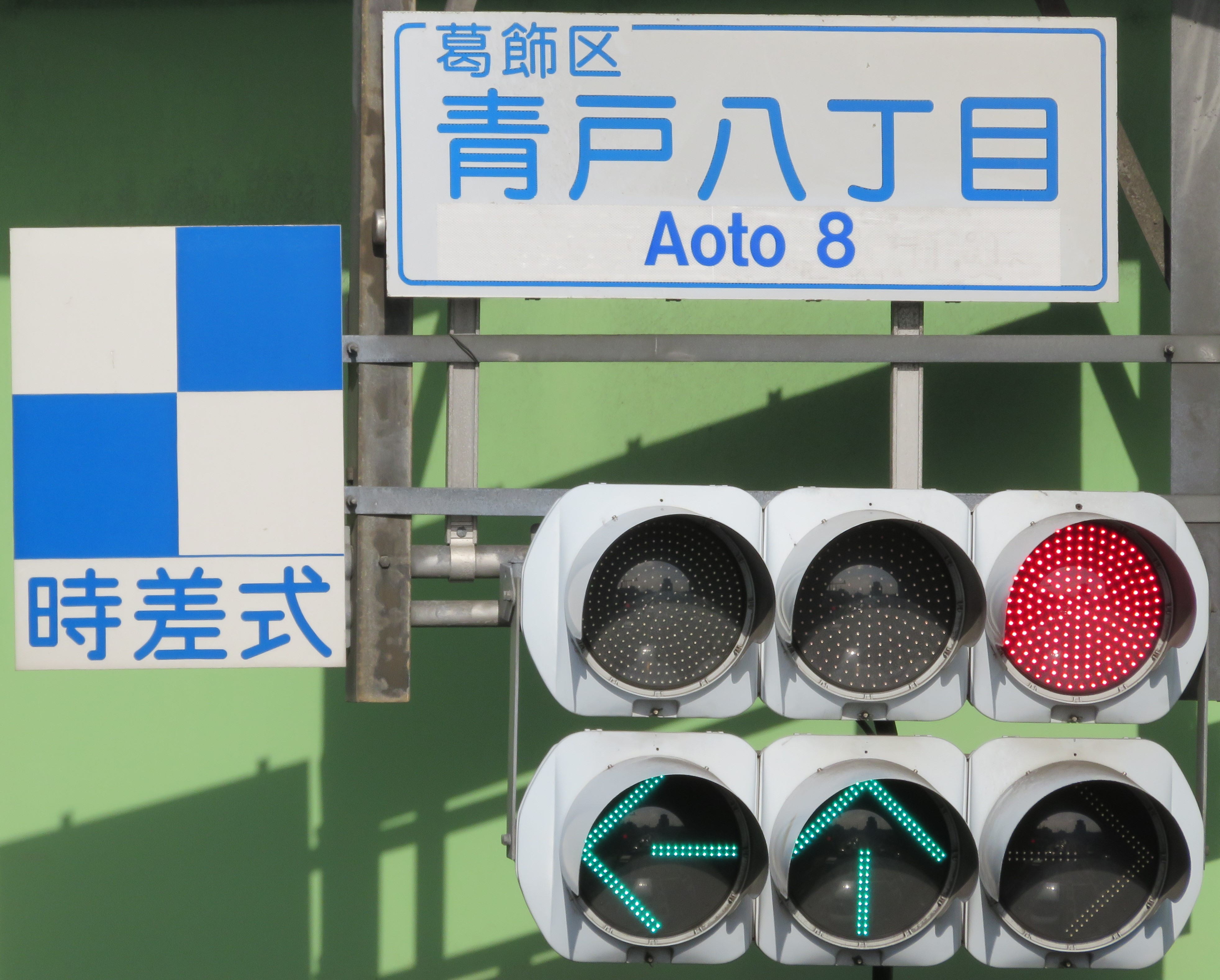
時差式信号機表示板（東京都）

## 日本における概要
主に右折する車両の多い交差点（丁字路や高速道路への入口、一方通行との交差点）や連続した交差点に設置されており、右折車線がある側の青信号の時間を延長することによって、渋滞の改善を図っている。後発式，先発式，右折車分離式などがある。
交差道路側に左折専用車線がある場合、時差作動中の間交差道路側は左矢印で左折のみ進行可能時間を延長する交差点も存在する。

### 後発式

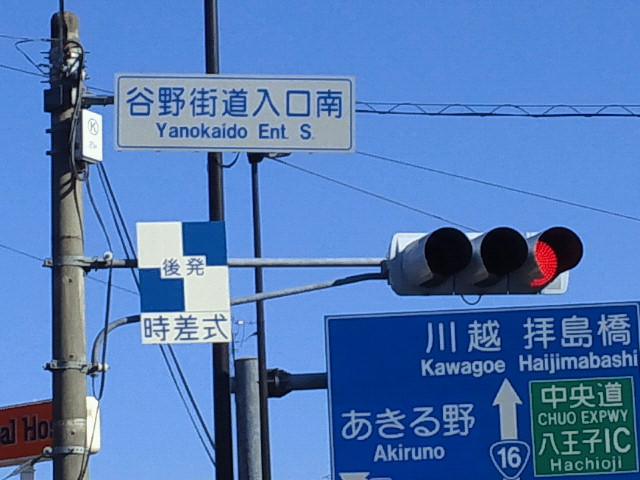
時差式信号機（後発式表示板）（東京都）

両方向の信号が同時に青信号となり、右折車線のある方向の青信号が延長され、対向車線の信号は赤となる方式。一般的な方式である。
| 方式 | サイクル 左が時差作動側 右が非作動側 | アニメーション 左が時差作動側 右が非作動側 |
| ---- | ------------------------------------ | ------------------------------------------ |
| 例1  | 青、青                               |                                            |
| 例1  | 青、黄                               |                                            |
| 例1  | 青、赤                               |                                            |
| 例1  | 黄、赤                               |                                            |
| 例1  | 赤、赤                               |                                            |
| 例2  | 青、青                               |                                            |
| 例2  | 青、黄                               |                                            |
| 例2  | 青、赤                               |                                            |
| 例2  | 黄と↑→、赤                           |                                            |
| 例2  | 赤と↑→、赤                           |                                            |
| 例2  | 黄、赤                               |                                            |
| 例2  | 赤、赤                               |                                            |
| 例3  | 青、青                               |                                            |
| 例3  | 黄と↑、黄                            |                                            |
| 例3  | 赤と↑→、赤                           |                                            |
| 例3  | 黄、赤                               |                                            |
| 例3  | 赤、赤                               |                                            |
| 例4  | 青、青                               |                                            |
| 例4  | 黄と↑→、黄                           |                                            |
| 例4  | 赤と↑→、赤                           |                                            |
| 例4  | 黄、赤                               |                                            |
| 例4  | 赤、赤                               |                                            |

### 先発式
右折車線がある側が先に青信号となり、対向車線は赤信号のままとなる方式。左折車線のある丁字路で比較的多く見られる。

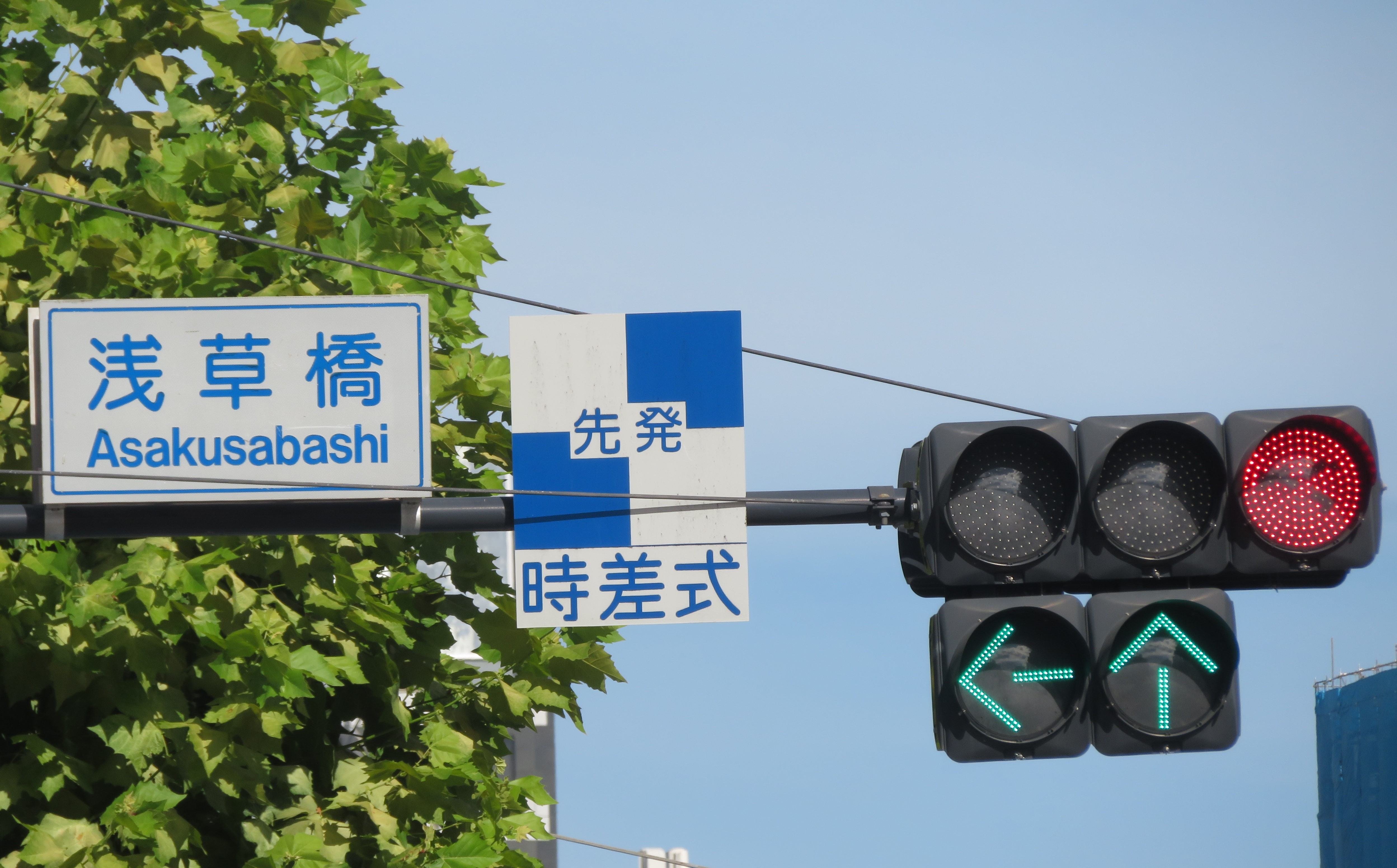
時差式信号機（先発式表示板）（東京都）

全方向矢印を点灯させる場合、並行する横断歩行者や軽車両の安全確保の観点から対向車線側が青に変わる前に右折矢印のみまたは全矢印を一旦消灯させるものと、そのまま青にするものがある。
| サイクル 左が時差作動側 右が非作動側 | アニメーション 左が時差作動側 右が非作動側 |
| ------------------------------------ | ------------------------------------------ |
| 赤と↑→、赤                           |                                            |
| 黄、赤                               |                                            |
| 赤、赤                               |                                            |
| 青、青                               |                                            |
| 黄、黄                               |                                            |
| 赤、赤                               |                                            |

### 右折車分離式
この方式は、カーブなどで見通しが悪かったり、交通量が多く右折事故が多い場所などに設置される。
まず、時差作動側は↑又は←↑　非作動側は通常通り
非作動側が赤になると、時差作動側が青又は全方向の矢印を点灯させる。また、T字路の交差点で非作動側が赤になった後作動側が全方向の矢印を点灯せず、右折矢印のみ点灯させる交差点も存在している。
| サイクル 左が時差作動側 右が非作動側 | アニメーション 左が時差作動側 右が非作動側 |
| ------------------------------------ | ------------------------------------------ |
| 赤と↑、青                            |                                            |
| 赤と↑、黄                            |                                            |
| 赤と↑、赤                            |                                            |
| 青、赤                               |                                            |
| 黄、赤                               |                                            |
| 赤、赤                               |                                            |

### 感応式
右折車線に設置された感知器で感知された場合のみ時差式となる。

### 表示板
時差式信号機ということを運転者に知らせる表示板は、各都道府県により違い、東京都・石川県では四角形の市松模様が描かれた「時差式」、他県では、「時差式」・「時差式信号」・「時差式信号機」・「時差信号」など、多種多様である。また、時差作動信号だけに表示板を設置している県と、全信号に表示板を設置する県がある（例として近畿地方の場合、兵庫県では前者、大阪府・京都府・奈良県・滋賀県・和歌山県では後者）。
兵庫県では以前、連続交差点で手前の信号機にのみ「時差式信号」を設置していた交差点があった。これらの交差点は「時差式信号」の表示板をすべて設置するように改良された。
岐阜県では、「時差式」と書かれた表示板を使用している。大半の交差点は時差作動側、非作動側共に同じ色、フォントの表示板が使用されているが、両種類の表示板が設置されている交差点も存在する。昭和（1988年（昭和63年）時点で設置確認）から2005年頃までに新設された交差点には青色の丸ゴシック体若しくは灰色のゴシック体のフォントのタイプが使用されている。これら2つの表示板は2006年以降更新された交差点は後述の表示版に変更され減少傾向ではあるが、2016年までと2023年以降は表示板のみ更新せず引き続き青或いは灰色の表示板を使用している交差点も存在する。一方2017年から2022年にかけては表示板も含めて更新される事が増えており、2023年以降も表示板を含めて更新されるケースが殆どである。この為2005年以前の表示板が引き続き流用される事は殆ど無くなっていたが、後述の2006年から2018年にかけて設置された表示板は2017年以降も引き続き流用される事がある。
また従来は「時差式信号」と黒字で書かれた表示版（フォントは青色の時差式表示板と同じフォントも存在）も存在し、1990年代までは「時差式」表示版と共存して設置されていたが2000年代以降、灯器の更新によって2022年までに「時差式」と書かれた表示板に更新され、現在はこの「時差式信号」の表示板は岐阜県内では姿を消し見られなくなった。
2006年から2018年にかけて新設、LED更新された交差点は線で囲んだ灰色のフォントの表示板に変更され、文字の大きさも従来より若干小さめのものと大きめのもの2種類になった。2016年から2018年にかけては後述の表示板が設置される事が多く、設置されない事も増えていた。 
2016年以降に新設、更新された交差点は再び表示板が変更され文字の大きさは2006年以降に設置された文字が小さめの表示板と似ているが、フォントの色は青色で太字の丸ゴシック体の「時差式」と書かれたものも設置されるようになった。2024年現在はこちらの表示板が主に設置される事が多く、2006年以降に新設（主に従来の電球灯器にLED矢印を後付けで設置された時差式が多い）された表示板も交差点のLED灯器更新に伴い、こちらの2016年以降の表示板に交換された交差点も存在する。また、2006年以降の灰色の表示板と2016年以降設置の青色の表示板が両方設置されている交差点も存在する。
岐阜県内の表示板の設置位置は信号灯器の上あるいは下（矢印がない場合のみ）、若しくは信号機の横に設置されている。補助灯器がある場合は基本的に主灯器のみ設置されるが、2005年以前に設置された交差点を中心に一部の交差点では補助灯器にのみ表示板が設置されたり、主灯器、補助灯器両方に表示板が設置されている交差点も存在する。なお2006年から2016年にかけて新設、更新された交差点は旧表示板がそのまま流用された交差点を除き、過半数が信号機の横に表示板が設置されるようになっていた。一方で2020年以降新設、更新された交差点は信号機の上部に設置されるケースが殆どである。
歩車分離式と時差式信号機が併用されている交差点では歩車分離式表示板が灯器上部に設置され、時差式表示板が灯器横に設置される事が多い。
基本的に表示版は横向きで設置されるが、寒冷地である飛騨地方や郡上市など縦型の信号機が設置されている地域では信号機に合わせて縦型で表示板が設置されている交差点も存在する。
感応式信号と併用される場合、兵庫県では時差作動信号に「時差式信号」、感応側に「感知式」を設置しているが、奈良県では感応側に「時差信号」と「押ボタン信号」の両方を設置している。

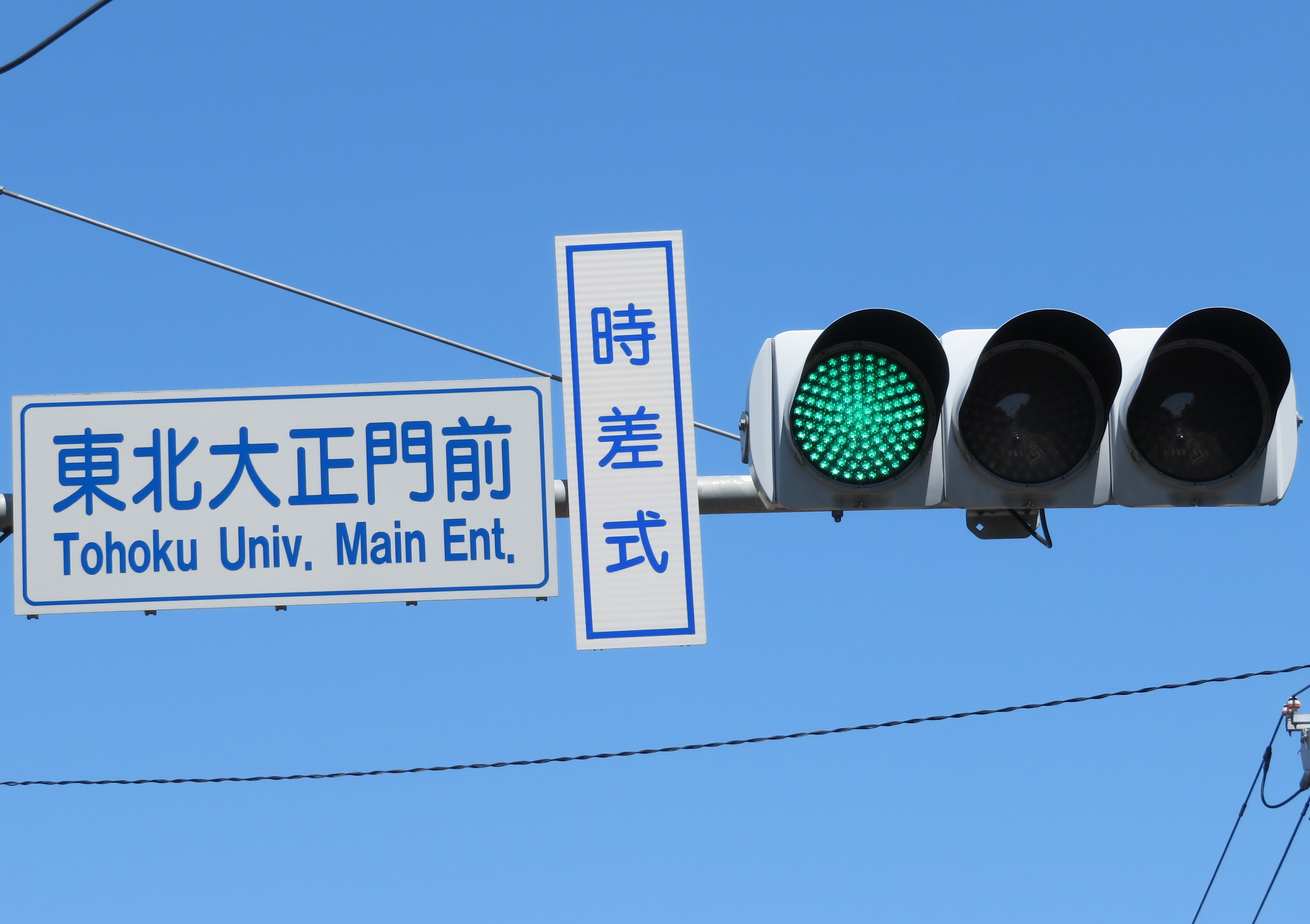
時差式表示板（宮城県）
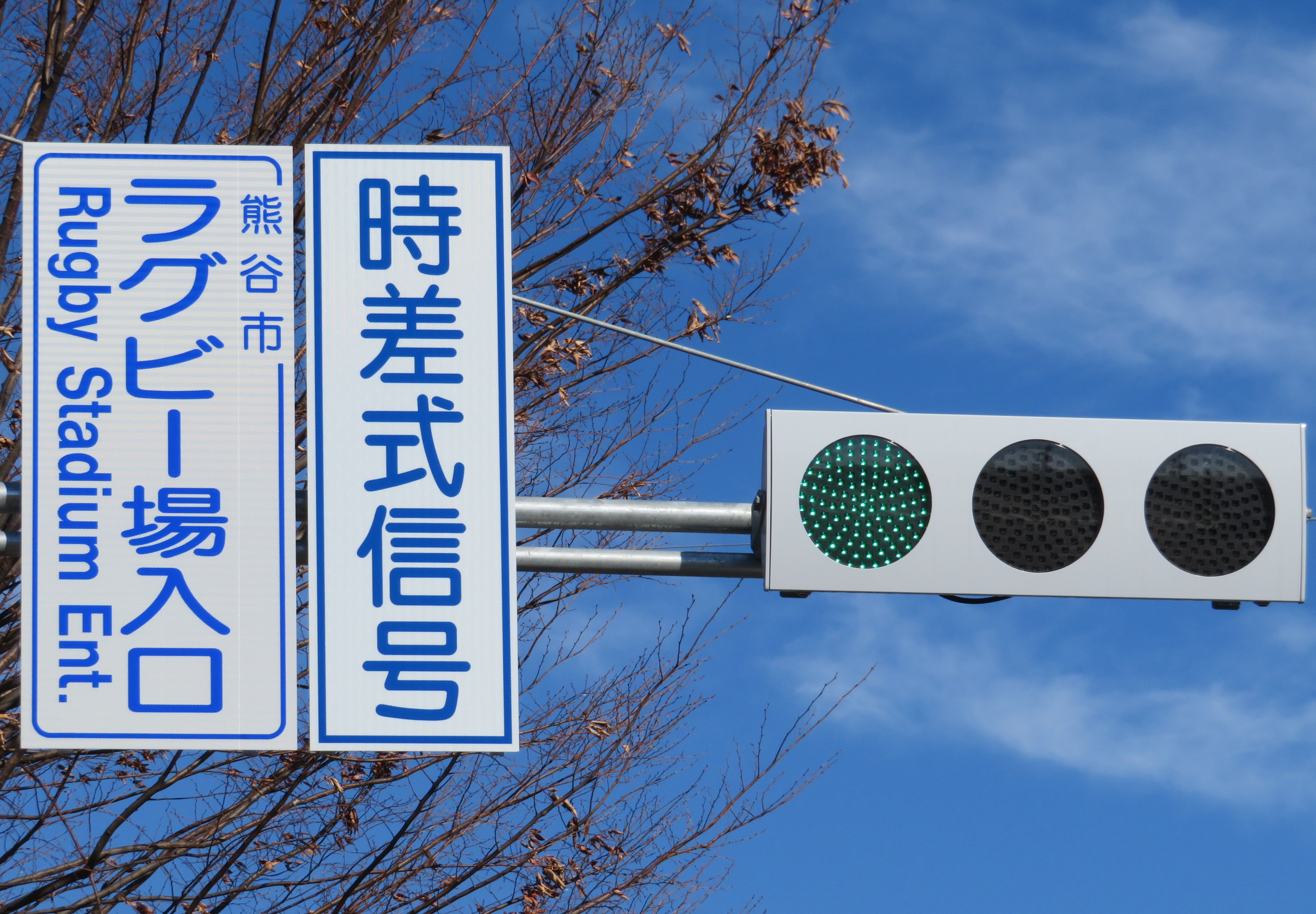
時差式表示板（埼玉県）
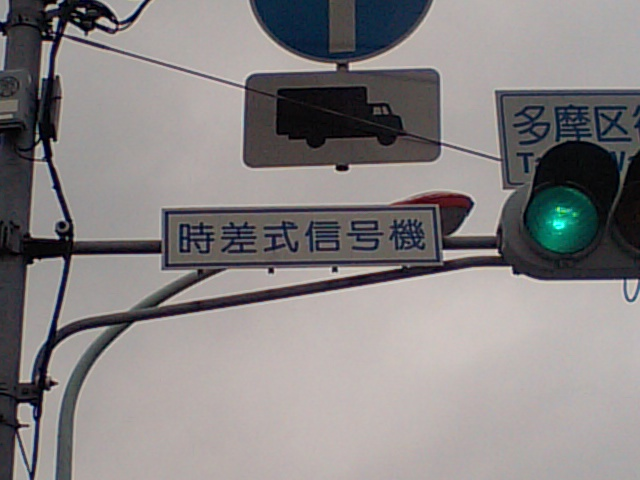
時差式表示板（神奈川県）
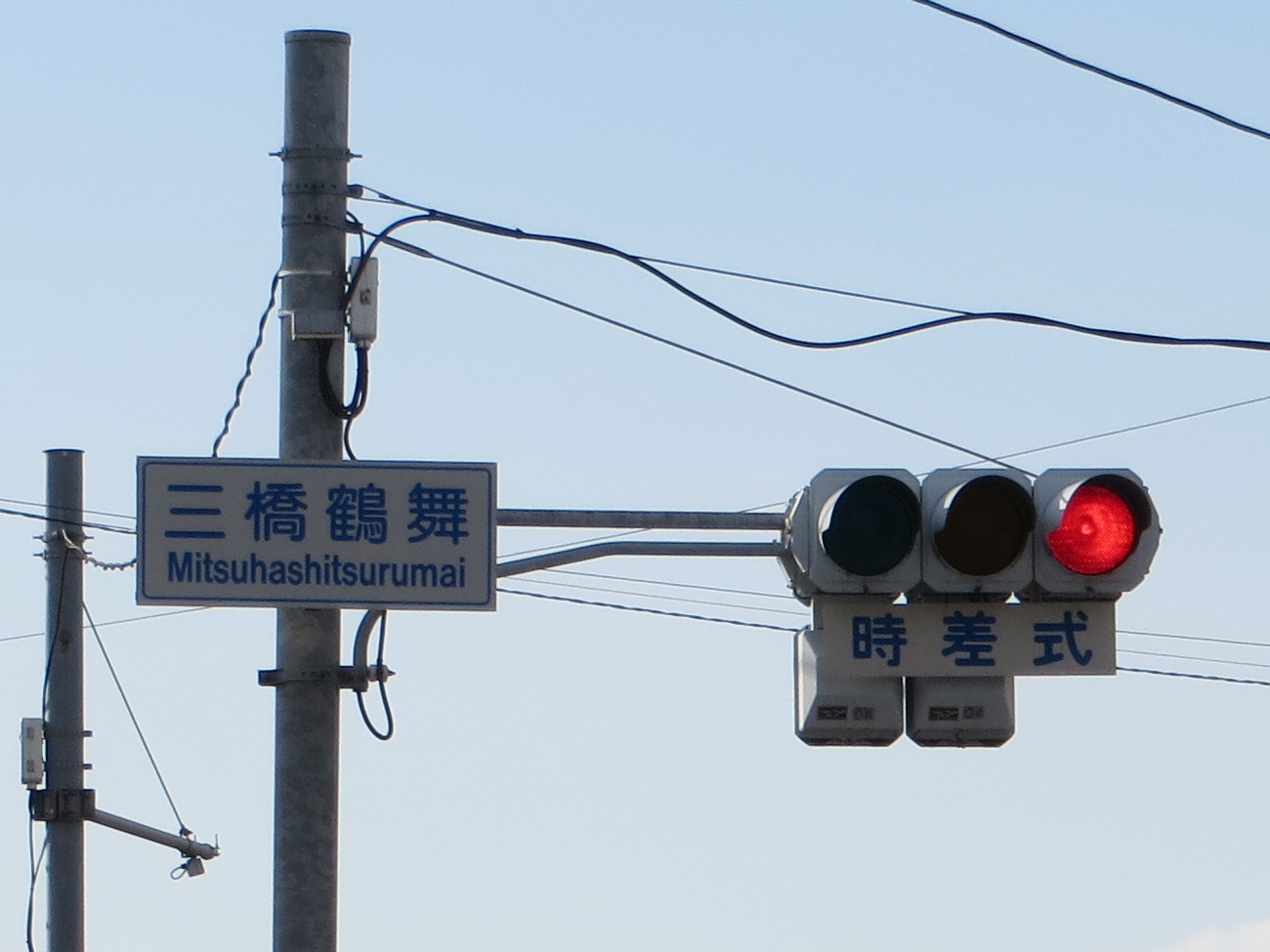
時差式表示板（岐阜県）
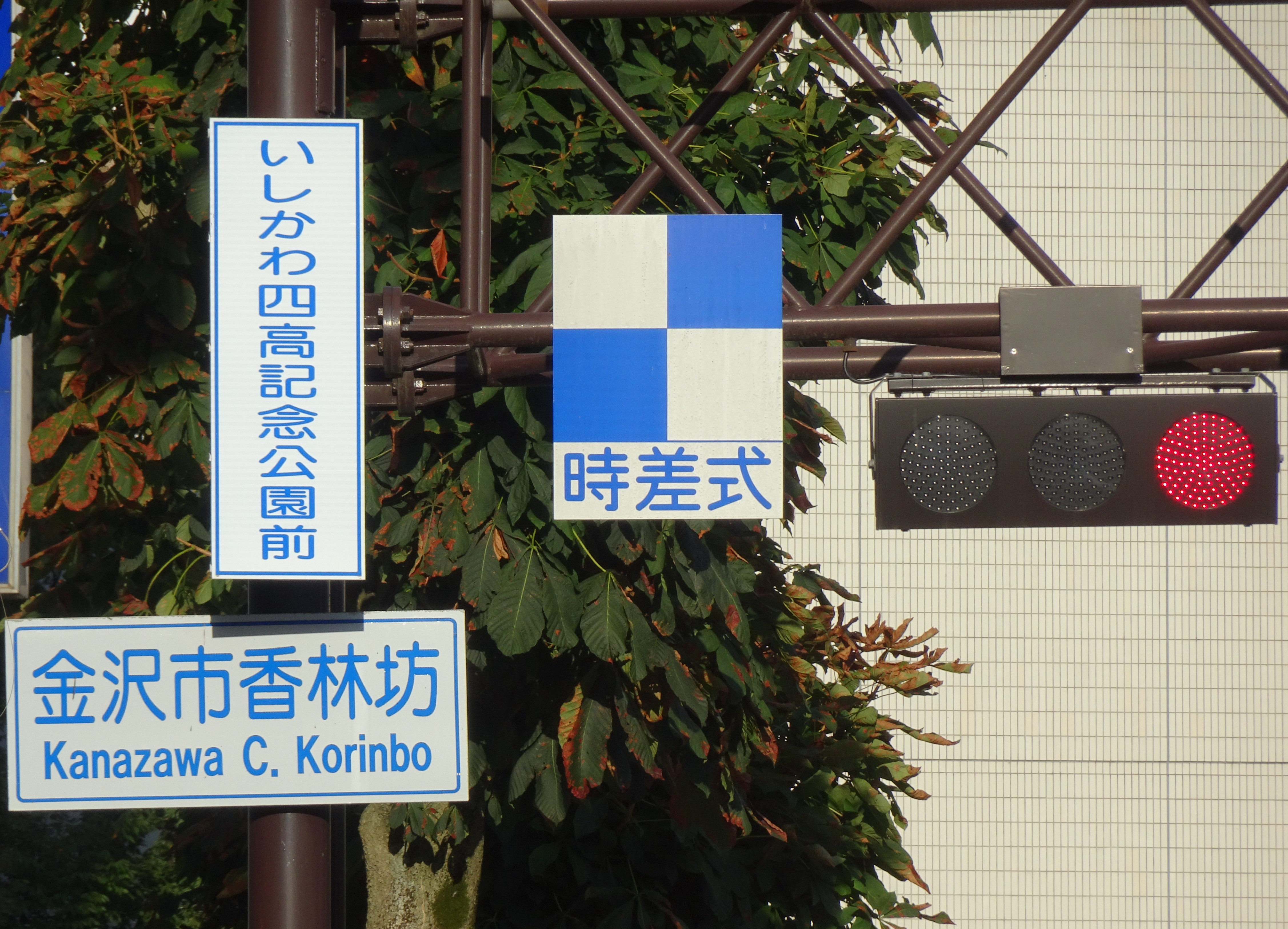
時差式表示板（石川県）
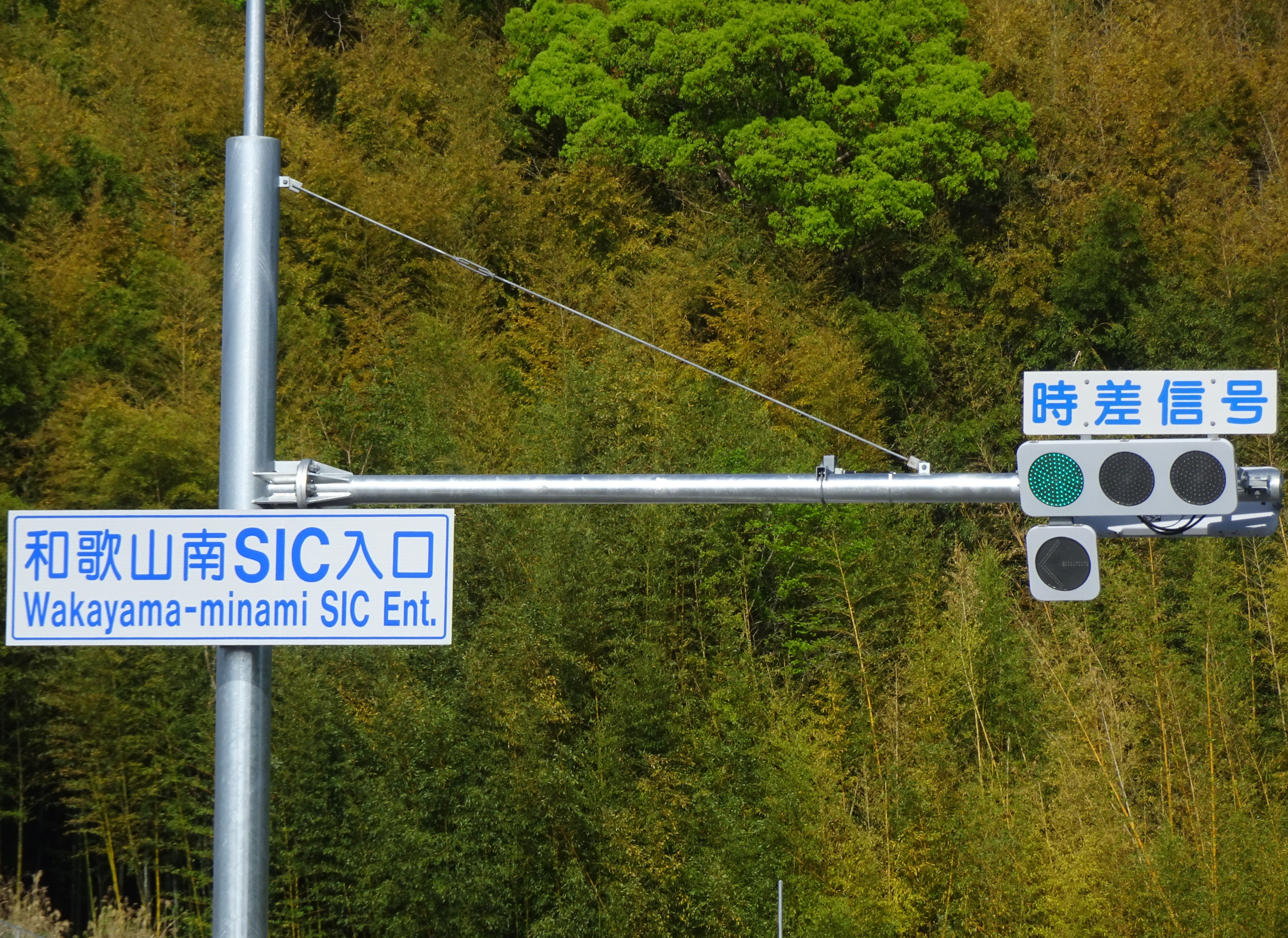
時差式表示板（和歌山県）
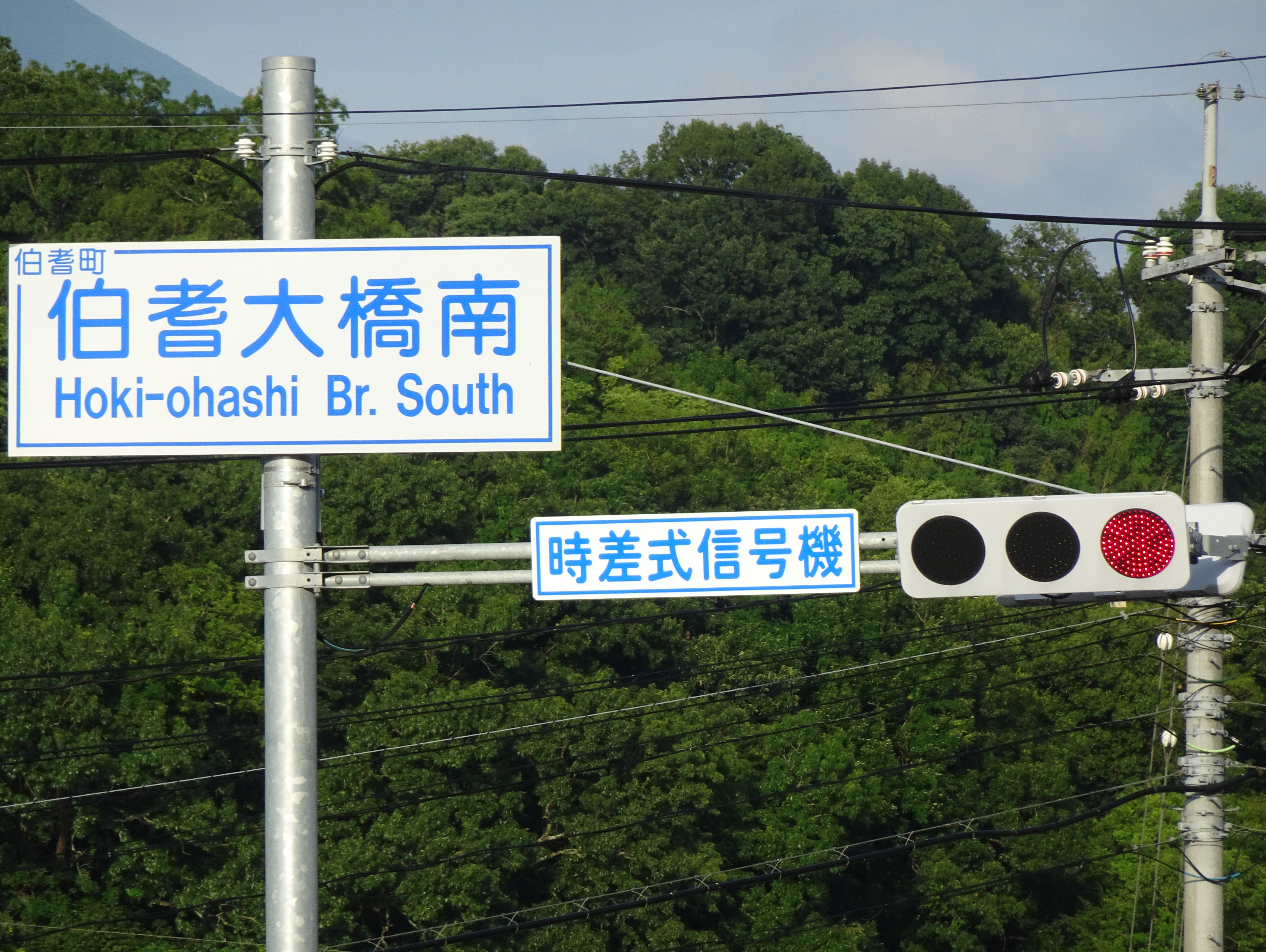
時差式表示板（鳥取県）

### 時差式表示板の位置
都道府県によって違いがあるが、近畿地方の場合は基本的に表示板を信号機の上に設置している。信号機を交換・新設で設置したときは基本的に信号灯器の上に設置される。対向側の灯器の時差式表示の位置も同じである。

### 警察庁の指針
2008年に警察庁が警視庁および各道府県警に対して出した通達では、時差式信号の現示について「新指針」として細かく定め、統一を図った。下記に指針の内容を抜粋する。
- 車両用灯器に標示版を併設すること。標示内容は下記のいずれかとし、ひとつの都道府県内で統一すること。
  - 300 mm × 1,200 mmの細長い標示板に「時差式信号機」と標示する。
  - 縦600〜800 mm・横500〜600 mmの標示板に市松模様を描き、その下に「時差式信号機」または「時差式」と標示する。
- 先発式の制御は各種危険性が想定されるため、行わないこと。
- 青信号の延長側に対して全方向矢印を同時に標示することは、青信号と同じ意味を表すことになり、当該交差点において2種類の方法で表示することが運転者の混乱を招きやすいので行わないこと。 
  - すなわち、本章「後発式」項の方式例2〜4のような現示方法は、青信号の現示と、赤信号 + 2方向矢印の現示が同じ意味になるとして、推奨されていない。

この通達は2019年・2024年にそれぞれ、向こう5年間の継続が決定された。

## 時差式信号の問題点（日本）
通常の時差式信号機の場合、右折車線側から対向車線の信号が分からないため、対向車線の信号が赤になったと勘違いして右折車両が発進し、対向車線の直進車両と衝突する事故が多い。
また、時差分離式の場合は、右折が時差作動までできないため、渋滞が発生するおそれがあることからあまり使用されていない。
そのため、以下のような改善策を採った交差点もある。

### 改善例
- 時差式で全方向に行けることを明示するために、青信号にせず矢印信号を全方向に付ける方法。
  - この場合、「時差式」の表示板を設置しないことが多い[注釈 1]。
- 信号が黄→赤に変わる際に、右折車線のある側の方向には黄→赤の信号とともに全方向（直進と右折等）のないしは黄色のときは直進矢印のみ（左折路が存在する場合は左折矢印を含む）点灯させ、赤になってから右折の矢印信号を点灯させる方法[注釈 2]。黄色信号時赤信号時
  - 愛知県はこの方式である。同県内は後者が多くみられるが、そのほかに赤になってから数秒後に右折矢印を追加点灯させるものも少数みられる。この場合、矢印信号の無い方の信号機にだけ、「時差式」の表示板が設置される。表示板は下部に設置されている。
  - 兵庫県の一部の交差点は、時差作動時に「時差作動中」と表示するところがある。この場合、矢印は使用しない。
  - 岐阜県では多くの交差点で後発式の全方向矢印もしくは青信号を延長する形で時差作動中という事を表している。全方向矢印の方式は右折車線が無い場合、直進矢印（左折路が存在する場合は左折矢印も）が黄で点灯せず、赤になってから全点灯するのが見られ、右折車線がある場合は黄で直進矢印（左折路が存在する場合は左折矢印も）が点灯するものである。2016年まではごく一部の交差点に先発式の時差式信号(作動側は全方向矢印)も存在した。見通しが悪かったり、交通量が多く青で右折するのが危険な交差点では右折車分離式を兼ねた制御（作動側は赤 + 直進矢印（左折路が存在する場合は左折矢印も）が点灯し、非作動側が赤になった後に全方向もしくは右折のみの矢印を点灯するもの）も設置されている。なお、赤になってから全方向の矢印が点灯する方式は山梨県の一部でも見られる。
  - 1990年代までは青延長型の時差作動が多く、2000年代前半から2016年にかけては主に全方向矢印で時差作動を表す交差点がほとんどであった。警察庁の通達[3]に従い2017年以降は新設、更新された交差点を中心に矢印灯器は設置されなくなっており、既存の交差点（LED更新前・既に更新後問わず）でも矢印灯器のみ順次撤去あるいは右折矢印のみに変更されつつある（右折矢印のみの場合は時差式の表示板は設置されない）。これにより、2024年現在は岐阜県では全方向矢印の時差式信号と青延長型の時差式信号が共存する形となっている。
  - 但し、2022年から2023年にかけてはLEDに更新された交差点でも2016年以前のように引き続き全方向矢印が使用される交差点も存在し、既存の矢印がある交差点での矢印撤去もあまり見られなくなっていたが、2024年以降は再び全方向矢印の廃止が進み、青延長型もしくは右折矢印のみへの変更が進んでいる。
  - なお、先述の右折車分離式の時差式信号に関しては2017年以降に新設及びLEDに更新された交差点でも引き続き全方向矢印が設置されている。
  - また、2014年以降に更新された一部の交差点では、警察庁の通達[3]に従い片側交互通行方式の制御に変更された交差点も存在する。（この場合、信号機上部に「分離式」の表示板が設置されている交差点も存在する）
  - 滋賀県では右折車線がある交差点の場合は黄 + 直進矢印（左折路がある場合は左折矢印も）が点灯し、対向する信号の現示か赤になってから遅れて右折矢印が点灯するサイクルであるが、右折車線が無い交差点では先に時差非作動側の信号が黄から赤になり（この時、時差作動側は青のまま）、非作動側が赤になった後に作動側は黄から赤に変わるが、作動側は黄の状態で全方向の矢印が点灯しその後赤で引き続き全方向矢印が点灯する方式が見られる[注釈 3]。なお、この方式は大阪府でも見られる。
  - 山梨県では青から黄色を省いて赤と全方向矢印を点灯させる方式が採用されていたが、先述の方式への変更が進み、現在ではほとんど見られなくなった。東京都内でも少数みられる。
  - 2000年代前半頃までは黄色とともに全方向の矢印を点灯させた後、黄色に戻さず赤のまま消灯するものが見られた。現在もごく一部に残っている。
- 右折車線専用の信号機を設置する方法。対向車線の信号が赤になった際、専用信号機が青になる。専用信号機には「右折専用」などの表示板が設置されている。
- 青信号のまま右矢印信号を表示させる（新潟県、大阪府、高知県、沖縄県等の一部の例。ただし、近年は誤認・事故防止のために他県と同様に黄→赤とともに全方向の矢印を表示するタイプに切り替えられるか、矢印灯器が撤去されるケースが増えている）。